# マルチタスク (心理学)
マルチタスク (multitasking) は、複数の作業を同時にもしくは短期間に並行して切り替えながら実行することをいう。
マルチタスクの最初の記述は、IBM System/360の機能を記述する1965年のIBMの論文に登場した。この論文におけるマルチタスクは、同時に複数の作業を同時処理するコンピュータの能力を指していた。 
以来、この用語はヒューマン・タスクにおいても適用されている。
本項においては、人間のマルチタスクについて心理学・生理学の観点から言及する。

## 概要
例えば、携帯電話で話をしたりスマートフォンをいじったりしながら自動車を運転するような行為をいう。
上記の「ながらスマホ」「ながら運転」などの人のマルチタスクは、明らかに注意不足に起因するエラーを引き起こし、作業効率や生産性を悪化させたり事故や災害を引き起こしたりすることにつながる。 過去の研究では、人がマルチタスクをすることは脳を損傷させるなど生理的に重大な悪影響を及ぼすことがあることを示している[要出典]。

## 知見
1960年代以来、心理学者は人間のマルチタスクに関する実験や研究を行ってきた。
スタンフォード大学の研究者 クリフォード・ナスは、マルチタスクの習慣を頻繁に継続すると能力が向上するのではないかと考えた。
研究の結果、人間がマルチタスクをするとき、脳の中の別々の領域で処理を行っており、同時に並行処理しているわけではなく、それを短時間で頻繁に切り替えを行っていることがわかった。そして、それぞれの処理に関して集中して行うことができなくなっていることがわかった。たとえば2つの作業をマルチタスキングした場合、それぞれ50％の処理能力を維持するわけではなく、80～95％も低下する傾向となる。マルチタスクは明らかに生産性を低下させていることを示した。
音楽を聴きながら作業することについては、音楽を聴くときに使われる脳と作業するときに使われる脳は、全く別の領域であることがわかった。 周りの他の雑音を遮断でき、作業に集中するのに役立つ。
中には複数の作業を短時間でこなす能力を有している（と思える）人も存在するが、実際は作業順序を考えた上で単一の作業を集中して短時間でこなし、終了後に思考を迅速に切り換えて次の作業を行うことでこなしており、マルチタスクをしているわけではない。
2022年、ハーバード大学医学部によると、マルチタスクを実行すると、人間の脳のパフォーマンスが大幅に低下することがわかった。 一度に1つのタスクのみを実行することが、最高のパフォーマンスを達成するための鍵である。 日中のタスクリストも最大2つに制限する必要がある。

## 外部参考リンク
- 間違ったマルチタスクが業務を崩壊させる！正しく作業効率を上げる4つのコツ（2015年9月6日 リクナビNEXTジャーナル）
- マルチタスクが脳の集中力を低下させる（2016年8月12日 ダイヤモンド・オンライン）
- マルチタスクはNG。科学的に解明されたマルチタスクの弊害と効果的な対策 | 未来を変えるプロジェクト by DODA（2015年6月15日 インテリジェンス）
- マルチタスクは脳にとって有害：研究結果 （2014年10月16日 ライフハッカー日本版）